# Lliga ACB 2019-2020
La temporada 2019-20 de la Lliga Endesa és la 37a temporada de la lliga espanyola de bàsquet des que va canviar el format a Lliga ACB.

## Equips participants
Aquests són els equips que participen en la temporada 2019/20:
| Equip                   | Pavelló (Capacitat)                                      | Fundació |
| ----------------------- | -------------------------------------------------------- | -------- |
| Kirolbet Baskonia       | Fernando Buesa Arena (15.504 espectadors)                | 1959     |
| Divina Seguros Joventut | Pavelló Olímpic de Badalona (12.500 espectadors)         | 1930     |
| Barça Lassa             | Palau Blaugrana (7.585 espectadors)                      | 1926     |
| Coosur Real Betis       | Palau Municipal d'Esports San Pablo (10.200 espectadors) | 1987     |
| Herbalife Gran Canaria  | Gran Canaria Arena (11.500 espectadors)                  | 1963     |
| Iberostar Tenerife      | Pabellón Insular Santiago Martín (5.500 espectadors)     | 1939     |
| MoraBanc Andorra        | Pavelló Joan Alay (5.000 espectadors)                    | 1970     |
| Monbus Obradoiro        | Multiusos Fontes do Sar (6.050 espectadors)              | 1970     |
| Montakit Fuenlabrada    | Pabellón Fernando Martín (5.700 espectadors)             | 1983     |
| Movistar Estudiantes    | Palacio de los Deportes (13.673 espectadors)             | 1948     |
| RETAbet Bilbao Basket   | Bilbao Arena (6.500 espectadors)                         | 2000     |
| Real Madrid             | Palacio de los Deportes (13.673 espectadors)             | 1932     |
| BAXI Manresa            | Pavelló Nou Congost (5.000 espectadors)                  | 1931     |
| Tecnyconta Zaragoza     | Pabellón Príncipe Felipe (10.744 espectadors)            | 2002     |
| San Pablo Burgos        | Coliseum Burgos (9.454 espectadors)                      | 1994     |
| UCAM Murcia             | Palacio de Deportes (7.454 espectadors)                  | 1985     |
| Unicaja                 | José María Martín Carpena (11.300 espectadors)           | 1992     |
| València Basket         | Pavelló Font de Sant Lluís (9.000 espectadors)           | 1986     |

### Equips per territoris
| Comunitat autònoma  | N.º | Equips                                                   |
| ------------------- | --- | -------------------------------------------------------- |
| Comunitat de Madrid | 3   | Montakit Fuenlabrada, Movistar Estudiants i Reial Madrid |
| Catalunya           | 3   | BAXI Manresa, Divina Segurs Joventut i Barça             |
| Illes Canàries      | 2   | Herbalife Gran Canària i Iberostar Tenerife              |
| Andalucia           | 2   | Coosur Reial Betis i Unicaja Màlaga                      |
| Euskadi             | 2   | Kirolbet Baskonia i RETAbet Bilbao Basket                |
| Aragó               | 1   | Casademont Zaragoza                                      |
| Castella i Lleó     | 1   | Sant Pablo Burgos                                        |
| País Valencià       | 1   | València Basket                                          |
| Regió de Múrcia     | 1   | UCAM Murcia                                              |
| Andorra             | 1   | MoraBanc Andorra                                         |
| Galícia             | 1   | Monbus Obradoiro                                         |

### Arbitratge
Els àrbitres de cada partit van ser designats per una comissió creada per a tal objectiu i integrada per representants de l'ACB i la FEB. A la temporada 2019/20, els 38 col·legiats de la categoria són els següents (es mostra entre parèntesis la seva antiguitat en la categoria):
- 5 - Daniel Hierrezuelo Navas (25) (Àrbitre Eurolliga) (2001)
- 15 - Juan Carlos García González (23) (Àrbitre Eurolliga) (2003)
- 20 - Òscar Perea Lorente (20)
- 21 - Vicente Bultó Estébanez (28) (Àrbitre FIBA) (2001)
- 22 - Francisco Araña Santana (20) (Àrbitre FIBA) (2007)
- 23 - José Antonio Martín Bertrán (32)
- 27 - Antonio Conde Ruiz (19) (Àrbitre FIBA) (2004)
- 31 - Carlos Peruga Embid (19) (Àrbitre Eurolliga) (2012)
- 33 - Miguel Ángel Pérez Pérez (21) (Àrbitre Eurolliga) (2003)
- 35 - Emilio Pérez Pizarro (20) (Àrbitre Eurolliga) (2003)
- 36 - José Ramón García Ortiz (28)
- 43 - Benjamín Jiménez Trujillo (16) (Àrbitre Eurolliga) (2011)
- 44 - Carlos Cortés Rey (15) (Àrbitre Eurolliga) (2010)
- 50 - Luis Miguel Castillo Larroca (13) (Àrbitre FIBA) (2015)
- 52 - Jacobo Rial Barreiro (11)
- 53 - Rubén Sánchez Mohedas (11)
- 54 - Fernando Calatrava Cuevas (10) (Àrbitre FIBA) (2003)
- 55 - Jorge Martínez Fernández (10)
- 57 - Sergio Manuel Rodríguez (8) (Àrbitre FIBA) (2019)
- 59 - Juan de Dios Oyón Cauqui (8)
- 60 - Rafael Serrano Velázquez (7)
- 61 - Jordi Aliaga Solé (7) (Àrbitre Eurolliga) (2016)
- 63 - Martín Caballero Madrid (6)
- 64 - Raúl Zamorano Sánchez (5) (Àrbitre FIBA) (2019)
- 65 - Esperanza Mendoza Holgado (3) (Àrbitre FIBA) (2017)
- 66 - Alfonso Olivares Iglesias (3)
- 67 - Arnau Padrós Feliu (3)
- 68 - Alberto Sánchez Sixto (3) (Àrbitre FIBA) (2019)
- 69 - Javier Torres Sánchez (3) (Àrbitre FIBA) (2019)
- 70 - Alberto Baena Arroyo (2)
- 71 - Iyán González Gálvez (2)
- 72 - Carlos Merino Campos (2)
- 73 - Yasmina Alcaraz Moreno (1) (Àrbitre FIBA) (2019) – debutant
- 74 - Joaquín García González (1) – debutant
- 75 - Roberto Lucas Martínez (1) – debutant
- 76 - Vicente Martínez Silla (1) – debutant
- 77 - David Sánchez Benito (1) – debutant
- 78 - Cristóbal Sánchez Cutillas (1) – debutant

## Detalls de la competició de lliga

### Classificació
La competició regular es va suspendre després de la jornada 23 a causa de la pandèmia de COVID-19. Posteriorment, l'ACB va decidir que els dotze primers classificats en aquest moment disputarien una fase final especial per decidir el guanyador de la competició i no hi hauria descensos.
|                                                                            | Equip                  | J  | G  |    | PF   | PC   | DP   |
| -------------------------------------------------------------------------- | ---------------------- | -- | -- | -- | ---- | ---- | ---- |
| 1                                                                          | F. C. Barcelona        | 23 | 19 | 4  | 2041 | 1847 | 194  |
| 2                                                                          | Reial Madrid           | 23 | 18 | 5  | 1988 | 1758 | 230  |
| 3                                                                          | Casademont Zaragoza    | 23 | 16 | 7  | 1911 | 1810 | 101  |
| 4                                                                          | Iberostar Tenerife     | 22 | 14 | 8  | 1802 | 1736 | 66   |
| 5                                                                          | RETAbet Bilbao Basket  | 23 | 14 | 9  | 1906 | 1908 | -2   |
| 6                                                                          | MoraBanc Andorra       | 23 | 13 | 10 | 1865 | 1815 | 50   |
| 7                                                                          | Valencia Basket        | 23 | 12 | 11 | 1950 | 1794 | 156  |
| 8                                                                          | Kirolbet Baskonia      | 23 | 12 | 11 | 1926 | 1886 | 40   |
| 9                                                                          | Unicaja Málaga         | 23 | 12 | 11 | 1823 | 1798 | 25   |
| 10                                                                         | San Pablo Burgos       | 23 | 12 | 11 | 1841 | 1874 | -33  |
| 11                                                                         | Herbalife Gran Canaria | 22 | 11 | 11 | 1775 | 1787 | -12  |
| 12                                                                         | Joventut Badalona      | 23 | 9  | 14 | 1936 | 2020 | -84  |
| 13                                                                         | Monbus Obradoiro       | 23 | 9  | 14 | 1832 | 1972 | -140 |
| 14                                                                         | BAXI Manresa           | 23 | 9  | 14 | 1843 | 1937 | -94  |
| 15                                                                         | Coosur Real Betis      | 23 | 8  | 15 | 1787 | 1890 | -103 |
| 16                                                                         | UCAM Murcia            | 22 | 7  | 15 | 1769 | 1845 | -76  |
| 17                                                                         | Montakit Fuenlabrada   | 22 | 5  | 17 | 1727 | 1885 | -158 |
| 18                                                                         | Movistar Estudiantes   | 23 | 5  | 18 | 1703 | 1863 | -160 |
| Font: Diari As: Classificació de la Lliga Endesa; actualització automàtica |                        |    |    |    |      |      |      |

### Taula de resultats creuats
| Casa \ Fora            | BAR    | BAX     | ZGZ    | JOV    | BET   | HGC    | IBT    | KBA    | MOB     | MKF    | MBA   | MOV    | RMB   | RBB    | BUR    | UCM    | UNI    | VBC   |
| ---------------------- | ------ | ------- | ------ | ------ | ----- | ------ | ------ | ------ | ------- | ------ | ----- | ------ | ----- | ------ | ------ | ------ | ------ | ----- |
| Barça                  | —      | 86–74   |        |        | 77–59 | 89–75  | 103–71 | 95–87  |         | 87–74  |       | 94–72  | 83–63 | 92–94  |        |        | 95–105 | 97–94 |
| Baxi Manresa           | 75–84  | —       | 85–67  |        | 74–84 | 74–75  | 61–81  |        | 79–85   |        | 79–72 |        | 75–80 | 101–97 |        | 93–92  | 79–69  | 79–76 |
| Casademont Zaragoza    | 89–83  | 86–79   | —      | 90–92  |       | 81–62  | 99–111 | 101–80 | 96–64   | 75–65  |       | 97–87  | 84–67 | 84–61  |        | 80–70  |        |       |
| Club Joventut Badalona | 80–95  | 104–106 | 72–93  | —      |       |        | 77–73  |        | 101–77  | 79–81  |       | 78–76  | 69–88 | 97–86  | 74–82  | 104–93 | 82–97  |       |
| Coosur Real Betis      | 95–100 | 88–89   | 69–71  | 95–88  | —     | 82–81  |        |        |         |        | 86–81 | 88–66  | 64–84 | 81–79  | 79–66  |        | 66–88  |       |
| Herbalife Gran Canaria | 65–81  |         | 73–79  | 68–79  |       | —      |        | 72–89  | 102–100 | 102–78 | 80–67 |        |       | 92–54  | 92–89  | 85–79  |        | 87–77 |
| Iberostar Tenerife     | 83–87  |         |        | 96–90  | 94–89 | 100–79 | —      | 78–79  | 90–78   | 74–63  |       | 76–59  | 71–76 | 67–81  | 85–82  | 85–78  |        |       |
| Kirolbet Baskonia      |        | 79–80   |        | 87–86  | 84–73 |        | 75–58  | —      | 83–69   | 80–92  | 73–77 | 105–82 | 89–91 |        | 74–82  |        | 77–78  | 85–74 |
| Monbus Obradoiro       | 86–92  | 97–83   |        |        | 82–73 |        |        | 79–92  | —       | 78–77  | 75–73 | 78–57  | 76–83 | 98–96  | 73–76  | 72–83  |        | 86–83 |
| Montakit Fuenlabrada   | 90–94  | 87–83   |        | 95–98  | 69–85 |        |        | 92–98  |         | —      |       | 93–85  |       |        | 76–87  | 75–74  | 81–82  | 70–81 |
| MoraBanc Andorra       | 86–84  |         | 106–78 | 90–76  |       | 60–70  | 76–86  | 97–82  | 93–69   | 79–69  | —     | 69–65  |       |        | 87–74  | 86–89  | 89–73  |       |
| Movistar Estudiantes   | 67–74  | 87–79   | 67–85  |        |       | 82–78  | 72–74  |        |         |        | 79–87 | —      | 72–87 |        | 76–78  | 91–70  | 78–68  | 73–77 |
| Reial Madrid           |        | 94–74   | 92–70  | 83–86  | 93–69 | 92–76  |        | 94–95  |         | 89–64  | 91–60 |        | —     |        | 104–93 | 97–69  | 82–71  | 85–78 |
| RETAbet Bilbao Basket  |        | 88–77   |        |        | 75–69 | 90–97  |        | 79–75  | 99–72   | 92–80  | 82–87 | 87–80  | 82–81 | —      |        |        | 98–95  | 83–79 |
| San Pablo Burgos       | 80–82  | 79–65   | 69–78  | 92–89  | 85–72 |        | 54–70  |        |         | 89–85  | 93–88 |        |       | 93–95  | —      | 92–82  | 77–60  | 62–93 |
| UCAM Murcia            | 83–87  |         | 89–73  |        | 90–78 |        |        | 75–86  | 90–95   | 94–71  | 72–87 |        |       | 56–57  |        | —      | 82–74  | 97–95 |
| Unicaja                |        |         | 75–81  | 77–65  | 79–71 | 79–76  | 80–88  | 82–72  | 85–67   |        |       | 62–67  | 88–92 | 77–70  |        |        | —      |       |
| Valencia Basket        |        |         | 92–74  | 100–70 | 95–72 | 86–88  | 98–91  |        | 86–76   |        | 89–68 | 79–63  |       | 78–81  | 95–66  | 82–62  | 63–79  | —     |

1. ↑  Resultat modificat pel tribunal de competició. El partit originalment havia acabat 94–88.[4]

## Canvi de format per la COVID-19
El març de 2020 es va detenir la competició per causa de la pandèmia de coronavirus, sense possibilitat a recuperar les jornades no disputades durant l'estat d'alarma que es va declarar a Espanya. El 20 d'abril de 2020, els clubs de l'ACB van acordar per unanimitat la ruta a seguir per a la represa de la competició, sempre condicionat a l'evolució de les mesures decretades per les autoritats sanitàries i a les màximes garanties de preservar la salut per a tots els jugadors, entrenadors, àrbitres i resta de participants. Van aprovar:
- Establir un protocol sanitari per a la represa dels entrenaments i la competició.
- Donar per finalitzada la Lliga Regular per causes de força major. En quedar pendent un terç de la competició, no es produiran descensos a la LEB Oro.
- Decidir el títol de la Lliga Endesa 2019-20 mitjançant una fase final que disputaran els 12 primers en la Lliga Regular, i que se celebraria en una seu única.
- Designar una seu per disputar la fase final.
- Decretar un mínim de tres setmanes de preparació abans de la represa de la competició.
- S'estableix el 31 de maig com a data màxima per, en funció de les mesures preses per les autoritats, decidir la disputa de la fase final o donar per conclosa la Lliga Endesa 19-20.
- Es fixa el 10 de juliol com a topall per a la finalització de la Lliga Endesa 19-20.
- En el cas d'haver de donar per finalitzada definitivament la competició el 31 de maig, el títol de la Lliga Endesa quedaria desert.

Els 12 primers classificats després de la jornada 23 de la Lliga Regular competiran en una seu única per disputar el títol de la Lliga Endesa, en un desenllaç supeditat a l'evolució de l'emergència sanitària i a les màximes garanties per a la salut de tots els participants. Els 12 conjunts s'agruparan en dos grups de sis equips, distribuïts en funció de la seva classificació en la Lliga Regular seguint el criteri de distribució equivalent al format de Playoff. Tots els equips disputaran cinc partits, un contra cada rival del seu grup.
Els dos primers classificats de cada grup s'enfrontaran en semifinals, i els vencedors disputaran la final, en tots dos casos a partit únic.
En total es disputaran 33 partits en un termini de dues setmanes.
El 27 de maig l'ACB va anunciar que la fase final es disputaria a València entre els dies 17 i 30 de juny de 2020.